# 6-포스포글루코노락톤
6-포스포글루코노락톤(영어: 6-phosphogluconolactone) 또는 6-포스포글루코노-δ-락톤(영어: 6-phosphoglucono-δ-lactone)은 오탄당 인산 경로의 중간생성물이다.
6-포스포글루코노락톤은 글루코스 6-인산 탈수소효소에 의해 글루코스 6-인산으로부터 생성된다.

## 같이 보기
- 글루코스 6-인산
- 락톤